# Giorgio Calabrese
Giorgio Calabrese  (ur. 28 listopada 1929 w Genui  – zm. 31 marca 2016) – włoski tekściarz oraz autor telewizyjny, związany z kręgiem piosenkarzy-kompozytorów, znanym jako scuola genovese dei cantautori. Autor tekstów do wielu piosenek Umberto Bindiego, w tym tak znanych jak: „Arrivederci” (1959) i „Il nostro concerto” (1960).

## Biografia i twórczość
Giorgio Calabrese należy do czołowych postaci oryginalnej włoskiej piosenki autorskiej. Jest jednym z pierwszych eksponentów szkoły genueńskiej obok Luigiego Tenco, Gino Paolego i Umberto Bindiego. Z tym ostatnim połączyły go więzy współpracy, która zaowocowała tekstami do takich jego piosenek, jak: „Arrivederci (1959), „Il nostro concerto” (1960) i „Non mi dire chi sei”, zaprezentowaną na Festiwalu Piosenki Włoskiej w San Remo w 1961 roku.
Giorgio Calabrese napisał również piosenkę „I sing ammore” dla Nicoli Arigliano. W 1964 roku na Festiwalu w San Remo zaprezentowano dwie piosenki z jego tekstami: „A mezzanotte (l'ultimo tram)” w wykonaniu Milvy i Fridy Boccary oraz „E se domani”, w wykonaniu Fausta Cigliano i Gene'a Pitneya, które jednak nie zakwalifikowały się do finału. „E se domani”, nagrana przez Minę stała się wielkim przebojem. W styczniu 1965 roku znalazła się na 4. miejscu włoskiej listy przebojów Hit Parade Italia, doczekała się licznych coverów międzynarodowych, w tym Julia Iglesiasa i Morgany King. Giorgio Calabrese współpracował następnie z Miną przy realizacji programu radiowego Pomeriggio con Mina. Odkrył Oriettę Berti pisząc dla niej szereg piosenek: „Franchezza”, „Non ci sarò” i „Se non avessi più” (wszystkie z 1962 roku). W 1971 roku napisał dla Ornelli Vanoni „Domani è un'altro giorno”. Tłumaczył teksty piosenek angielskich, francuskich i portugalskich, w tym „La pioggia di marzo” Jobima oraz „Il disertore” Viana, obie nagrane przez Ivano Fossatiego. Pod koniec lat 60 zaczął pisać teksty do programów telewizyjnych, w tym takich jak: Fantastico i Domenica In.